# San Alfonso del Mar

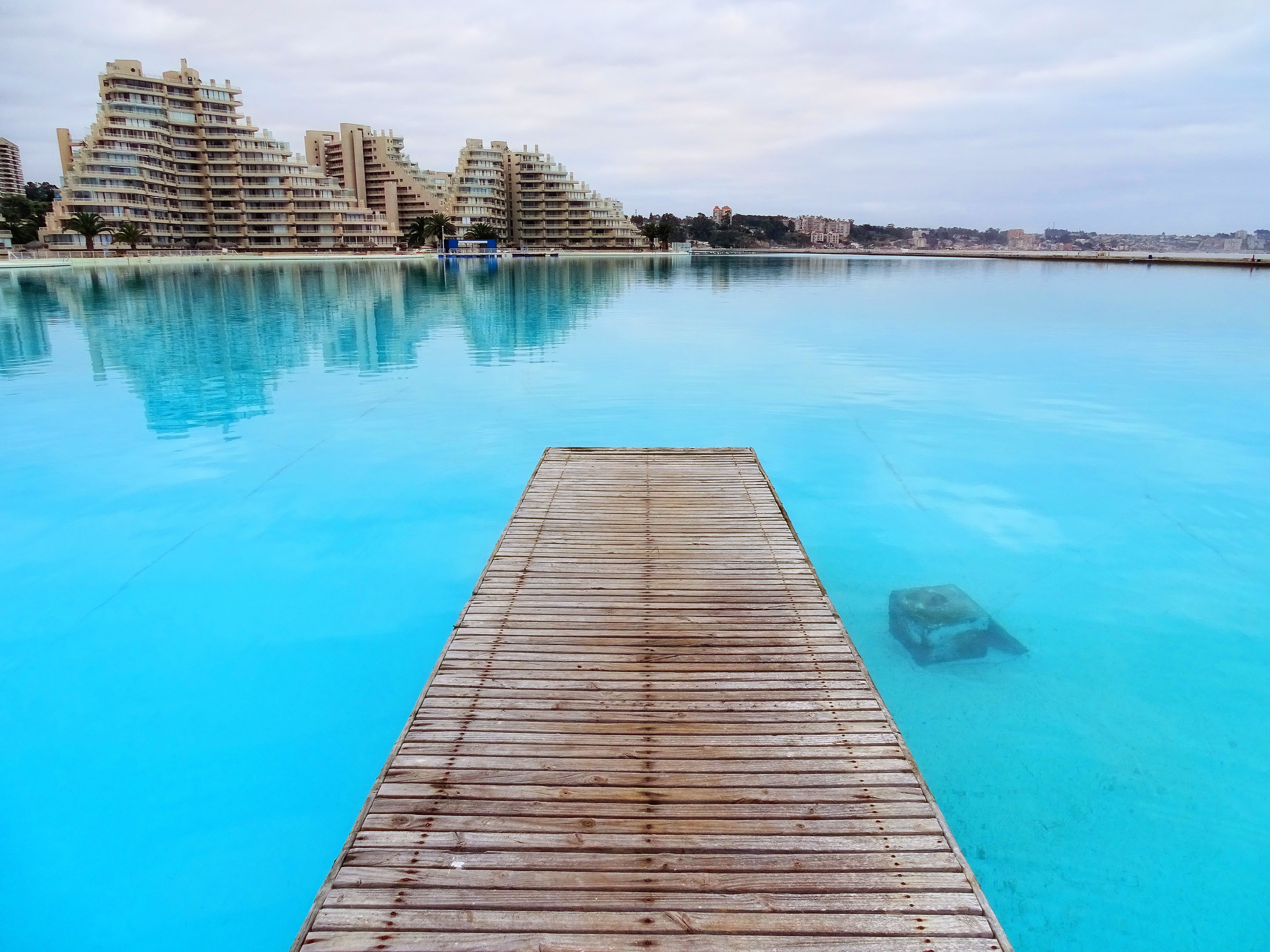
Het zwembad van San Alfonso del Mar

San Alfonso del Mar is een resort in Algarrobo, Chili. Het heeft een van de grootste zwembaden ter wereld. Op het moment van bouwen, was dit het grootste.
Het zwembad is 1.013 meter lang, bestaat uit acht hectare en bevat 250 miljoen liter water met een maximale diepte van 3,5 meter. Het water wordt opgepompt uit de Stille Oceaan, gefiltreerd en behandeld. Het zwembad is alleen toegankelijk voor bewoners, een hotel is er niet.

## Ontwikkeling
Het zwembad werd ontwikkeld door Fernando Fischmann; zijn Chileense bedrijf Crystal Lagunes bouwde het zwembad. De opening was in december 2006. Vroege schattingen van de totale kosten van de bouw liepen uiteen van een tot twee miljard dollar.